# Sojusz Patriotów Gruzji
Sojusz Patriotów Gruzji (gruz. საქართველოს პატრიოტთა ალიანსი) – założona w 2012 centroprawicowa i konserwatywna gruzińska partia polityczna o profilu proeuropejskim oraz prorosyjskim.

## Historia
Partia została powołana do istnienia w grudniu 2012.
W wyborach samorządowych w 2014 partia uzyskała w skali kraju poparcie rzędu 4,6%, przekraczając czteroprocentowy próg wyborczy wymagany do uzyskania rządowych dotacji. W wyborach parlamentarnych w 2016 ugrupowanie zajęło trzecie miejsce, zdobywając 88 097 głosów (5,01%). W efekcie wprowadzono sześciu deputowanych do Parlamentu Gruzji.
W wyborach parlamentarnych w 2020, według oficjalnych danych, partia zdobyła 60 480 głosów (3,14%). Dało jej to jedynie czterech deputowanych w parlamencie. 3 listopada 2020 ugrupowanie wspólnie z wszystkimi innymi gruzińskimi partiami opozycyjnymi wydało oświadczenie o zrzeczeniu się mandatów w parlamencie do czasu powtórzenia wyborów parlamentarnych (które uznają za nieważne).

## Program polityczny
Sojusz Patriotów Gruzji początkowo zajmował pozycje antyzachodnie. Obecnie partia popiera tzw. integrację europejską, wartości chrześcijańskie i demokratyczne oraz określa się jako umiarkowanie konserwatywne ugrupowanie. Opowiada się za ściślejszymi związkami zarówno z Federacją Rosyjską, jak i Unią Europejską. Ugrupowanie jest silnie antytureckie.